# Saquinavir
Le saquinavir est un inhibiteur de protéase utilisé pour le traitement contre le VIH.
Il fait partie de la liste des médicaments essentiels de l'Organisation mondiale de la santé (liste mise à jour en avril 2013).